# Hynčice (Vražné)
Hynčice alemany: Heinzendorf bei Odrau) és una petita població de Txèquia que administrativament forma part del municipi de Vražné. Es troba a unst 13 km a l'oest de Nový Jičín a la regió de Silèsia-Moràvia. L'any 2001 tenia 58 cases i un total de 232 habitants.
En aquesta població nasqué Gregor Mendel quan tenia el nom de Heinzendorf.